# Зарудка
Зарудка (укр. Зарудка) — село в Прилукском районе Черниговской области Украины. Население — 28 человек. Занимает площадь 0,506 км².
Код КОАТУУ: 7424183402. Почтовый индекс: 17561. Телефонный код: +380 4637.

## Власть
Орган местного самоуправления — Знаменский сельский совет. Почтовый адрес: 17561, Черниговская обл., Прилукский р-н, с. Знаменка, ул. Покровская, 7.